# Marta Hillers

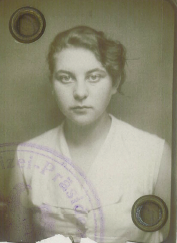
Marta Hillers (1935)

Marta Hillers (* 26. Mai 1911 in Krefeld; † 16. Juni 2001 in Basel) war eine deutsche Journalistin. Bekannt wurde sie postum durch eine zu Lebzeiten nur anonym veröffentlichte autobiografische Erzählung mit dem Titel Eine Frau in Berlin. In dieser berichtet sie vom Alltagsleben der Berliner während der sowjetischen Besatzung am Ende des Zweiten Weltkrieges, insbesondere von den Massenvergewaltigungen deutscher Frauen durch marodierende Rotarmisten.

## Biographie
Marta Hillers wurde als Tochter eines Betriebsleiters geboren, der 1916 im Krieg fiel. Anschließend wurde sie mit zwei Geschwistern von der Mutter großgezogen. Von 1925 bis 1930 besuchte sie ein Realgymnasium und arbeitete anschließend zunächst ohne erlernten Beruf in Krefelder und Düsseldorfer Firmenbüros. Zwischen September 1931 und Mai 1933 unternahm sie Reisen nach Polen, Georgien, Armenien, Russland, in die Türkei sowie nach Griechenland und Italien und arbeitete dabei als Fotografin für europäische und amerikanische Blätter. Hillers war in den frühen 1930er Jahren als Parteiaktivistin der KPD für die Frauenarbeit dieser Partei in Benrath verantwortlich. 1932/33 arbeitete sie in Moskau für die staatliche Bildagentur Sojusfoto. Entgegen ihren späteren Einlassungen beherrschte sie die russische Sprache gut. Während ihres Aufenthalts in der Sowjetunion wurde sie vom Zentralkomitee der KPD zur Überführung als Kandidatin in die KPdSU empfohlen.
Von Mai 1933 bis Juli 1934 studierte Hillers an der Sorbonne Geschichte und Kunstgeschichte. Sie sprach fließend Französisch. 1934 zog sie nach Berlin und arbeitete als freie Journalistin für zahlreiche Zeitungen und Zeitschriften des nationalsozialistischen Deutschlands. Hillers trug, so die Historikerin Yuliya von Saal, das NS-Regime als „Kleinpropagandistin“ mit, unter anderem bei der Schülerzeitschrift Hilf mit! des Nationalsozialistischen Lehrerbundes. Bei Kriegsende zwischen April und Juni 1945, über das sie in ihren veröffentlichten Tagebuchaufzeichnungen berichtet, arbeitete Hillers für die Jugendzeitschrift Ins neue Leben, deren Chefredakteurin sie ab August 1948 war. In den 1950er Jahren gab sie ihre journalistische Tätigkeit auf, nachdem sie einen Schweizer kennengelernt hatte und zu ihm nach Basel übergesiedelt war, wo sie bis zum Ende ihres Lebens wohnte.

## Autobiographische Erzählung
Ihr bekanntes „Tagebuch“ wurde erstmals 1954, anonym und auf Englisch, auf Betreiben von C. W. Ceram veröffentlicht, 1959 auch auf Deutsch. Überrascht von den negativen Reaktionen verbot Hillers eine weitere Veröffentlichung zu ihren Lebzeiten. Danach geriet das Buch in der Öffentlichkeit für Jahrzehnte fast vollständig in Vergessenheit. Ende der 1980er Jahre soll es in West-Berlin in interessierten Kreisen in Form von Fotokopien kursiert sein. Auch heute noch ist die Originalauflage nur noch schwer erhältlich.
2003 wurde eine Neuauflage herausgebracht, die zunächst großes Lob erntete, später aber für Diskussionen sorgte. So wurde unter anderem die Authentizität der Darstellung und die Autorschaft Hillers’ angezweifelt. Laut einem Gutachten von Walter Kempowski sind zumindest die dem Buch zugrundeliegenden originalen Tagebuchaufzeichnungen authentisch. Ein umfängliches Gutachten der Historikerin Yuliya von Saal vom Münchner Institut für Zeitgeschichte kommt laut einer Rezension des Spiegel-Redakteurs und Historikers Martin Doerry zu dem Schluss, Hillers habe bei der Veröffentlichung des Tagebuchs ihre ursprünglichen Tagebuchnotizen literarisiert. Das Buch bestehe nur zum Teil aus ihren Tagebuchnotizen, der Großteil sei vermutlich zu Beginn der 1950er Jahre von der Autorin selbst hinzugefügt worden. Dazu gehören auch alle Aussagen, die auf eine weltgewandte, dem NS-Regime distanziert gegenüberstehende Autorin hindeuten. Entsprechende Vermerke sind aber bereits in den originalen Tagebuchaufzeichnungen zu finden. 2008 hat Max Färberböck den Text unter dem Titel Anonyma – Eine Frau in Berlin mit Nina Hoss in der Hauptrolle verfilmt.
Inzwischen hat Max Marek, der Sohn des unter dem Pseudonym C. W. Ceram bekannt gewordenen Bestsellerautors Kurt W. Marek, den Nachlass von Marta Hillers dem Münchner Institut für Zeitgeschichte München (IfZ) übergeben. Das Archiv des IfZ bereitete das Material auf und ordnete es in 16 Mappen, die der Forschung zur Verfügung stehen.

## Werke
- Eine Frau in Berlin. Tagebuchaufzeichnungen vom 20. April bis 22. Juni 1945 (= Die Andere Bibliothek. Band Nr. 221). 2003, ISBN 3-8218-4534-1.
  - A Woman in Berlin. Virago Press, 2003, ISBN 1-84408-112-5.
  - anonym: A Woman in Berlin. Einleitung C. W. Ceram. Übersetzung James Stern. Harcourt, Brace, New York 1954.